# Święty (film)
Święty (tytuł oryg. The Saint) – amerykański film sensacyjny z 1997 roku w reżyserii Phillipa Noyce’a.

## Obsada
- Val Kilmer – Simon Templar
- Elisabeth Shue – Dr Emma Russell
- Rade Šerbedžija – Ivan Tretiak
- Valeri Nikolayev – Ilya Tretiak
- Henry Goodman – Dr. Lev Botvin
- Alun Armstrong – Inspector Teal
- Michael Byrne – Tretiak's Aide – Vereshagin
- Roger Moore – Głos z radia

## Nagrody i nominacje
Złota Malina 1997
- Najgorszy aktor – Val Kilmer (nominacja)

## Odbiór
Według Zygmunta Kałużyńskiego film był wesoło nonszalancki, pełen rozrób, wśród których ocalenie ludzkości łączy się ratowaniem pięknej kobiety. Dla zwolenników Sherlocka Holmesa [...] zbyt ambitny politycznie, lecz przy tym blagierski; dla amatorów czarnego romansu – zbyt dziecinny.